# Championnat des Amériques féminin de basket-ball des moins de 16 ans 2013
Navigation
Mexique 2011 Mexique 2015
Le championnat des Amériques féminin de basket-ball des moins de 16 ans 2013 se déroule à Cancún au Mexique du 19 au 23 juin 2013. Il s'agit de la troisième édition de la compétition, instaurée en 2009.

## Équipes participantes

### Qualifications
8 équipes, issues des différentes zones de qualification du Championnat des Amériques U16, sont qualifiées pour cette compétition.
| Mode de qualification                                                                  | Places | Nations qualifiées         |
| -------------------------------------------------------------------------------------- | ------ | -------------------------- |
| Hôte du championnat des Amériques U16 2013                                             | 1      | Mexique                    |
| Qualifications Championnat des Amériques U16 2013 (Zone Amérique du Nord)              | 2      | Canada États-Unis          |
| Qualifications Championnat des Amériques U16 2013 (Zone Amérique centrale et Caraïbes) | 2      | Costa Rica Porto Rico      |
| Qualifications Championnat des Amériques U16 2013 (Zone Amérique du Sud)               | 3      | Argentine Brésil Venezuela |

## Rencontres

### Premier tour
Légende des classements
- Qualifié pour les demi-finales
- Qualifié pour les matches de classement

#### Groupe A
| Rang | Équipe     | Pts | J | G | P | Pp  | Pc  | Diff |  | Résultats (dom.\ext.) |   |       |       |        |
| ---- | ---------- | --- | - | - | - | --- | --- | ---- |  | --------------------- | - | ----- | ----- | ------ |
| 1    | États-Unis | 6   | 3 | 3 | 0 | 280 | 67  | 213  |  | États-Unis            |   | 76-20 | 98-28 | 106-19 |
| 2    | Brésil     | 5   | 3 | 2 | 1 | 173 | 160 | 13   |  | Brésil                | - |       | 57-42 | 96-42  |
| 3    | Argentine  | 4   | 3 | 1 | 2 | 131 | 196 | -65  |  | Argentine             | - | -     |       | 61-41  |
| 4    | Costa Rica | 3   | 3 | 0 | 3 | 102 | 263 | -161 |  | Costa Rica            | - | -     | -     |        |

#### Groupe B
| Rang | Équipe     | Pts | J | G | P | Pp  | Pc  | Diff |  | Résultats (dom.\ext.) |   |       |       |       |
| ---- | ---------- | --- | - | - | - | --- | --- | ---- |  | --------------------- | - | ----- | ----- | ----- |
| 1    | Canada     | 6   | 3 | 3 | 0 | 249 | 124 | 125  |  | Canada                |   | 89-40 | 66-61 | 94-23 |
| 2    | Mexique    | 5   | 3 | 2 | 1 | 167 | 204 | -37  |  | Mexique               | - |       | 67-59 | 60-56 |
| 3    | Porto Rico | 4   | 3 | 1 | 2 | 203 | 174 | 29   |  | Porto Rico            | - | -     |       | 83-41 |
| 4    | Venezuela  | 3   | 3 | 0 | 3 | 120 | 237 | -117 |  | Venezuela             | - | -     | -     |       |

### Tableau final
|  | Demi-finales | Demi-finales | Demi-finales | Demi-finales |                               |            | Finale       | Finale       | Finale       | Finale       |
|  |              |              |              |              |                               |            |              |              |              |              |
|  | 22 juin 2013 | 22 juin 2013 | 22 juin 2013 | 22 juin 2013 |                               |            | 23 juin 2013 | 23 juin 2013 | 23 juin 2013 | 23 juin 2013 |
|  | A1           | États-Unis   | 101          | 101          |                               |            | 23 juin 2013 | 23 juin 2013 | 23 juin 2013 | 23 juin 2013 |
|  | A1           | États-Unis   | 101          | 101          |                               |            | 23 juin 2013 | 23 juin 2013 | 23 juin 2013 | 23 juin 2013 |
|  | B2           | Mexique      | 29           | 29           |                               |            | 23 juin 2013 | 23 juin 2013 | 23 juin 2013 | 23 juin 2013 |
|  | B2           | Mexique      | 29           | 29           | États-Unis                    | États-Unis | 82           | 82           |              |              |
|  | 22 juin 2013 |              |              |              | États-Unis                    | États-Unis | 82           | 82           |              |              |
|  |              |              | Canada       | Canada       | 48                            | 48         |              |              |              |              |
|  | B1           | Canada       | Canada       | Canada       | 48                            | 48         | 64           | 64           |              |              |
|  | B1           | Canada       |              |              |                               |            |              | 64           |              |              |
|  | A2           | Brésil       | 36           | 36           |                               |            |              |              |              |              |
|  | A2           | Brésil       | 36           | 36           | Match pour la troisième place |            |              |              |              |              |
|  |              |              |              |              |                               |            |              |              |              |              |
|  | 23 juin 2013 |              |              |              |                               |            |              |              |              |              |
|  | Mexique      | Mexique      | 56           | 56           |                               |            |              |              |              |              |
|  | Mexique      | Mexique      | 56           | 56           |                               |            |              |              |              |              |
|  | Brésil       | Brésil       | 70           | 70           |                               |            |              |              |              |              |
|  | Brésil       | Brésil       | 70           | 70           |                               |            |              |              |              |              |

### Matches de classement

#### Matches pour la5eplace
|  | Tour de classement 5e - 8e | Tour de classement 5e - 8e | Tour de classement 5e - 8e | Tour de classement 5e - 8e |                        |           | Match pour la 5e place | Match pour la 5e place | Match pour la 5e place | Match pour la 5e place |
|  |                            |                            |                            |                            |                        |           |                        |                        |                        |                        |
|  | 22 juin 2013               | 22 juin 2013               | 22 juin 2013               | 22 juin 2013               |                        |           | 23 juin 2013           | 23 juin 2013           | 23 juin 2013           | 23 juin 2013           |
|  | Argentine                  | Argentine                  | 46                         | 46                         |                        |           | 23 juin 2013           | 23 juin 2013           | 23 juin 2013           | 23 juin 2013           |
|  | Argentine                  | Argentine                  | 46                         | 46                         |                        |           | 23 juin 2013           | 23 juin 2013           | 23 juin 2013           | 23 juin 2013           |
|  | Venezuela                  | Venezuela                  | 53                         | 53                         |                        |           | 23 juin 2013           | 23 juin 2013           | 23 juin 2013           | 23 juin 2013           |
|  | Venezuela                  | Venezuela                  | 53                         | 53                         | Venezuela              | Venezuela | 60                     | 60                     |                        |                        |
|  | 22 juin 2013               |                            |                            |                            | Venezuela              | Venezuela | 60                     | 60                     |                        |                        |
|  |                            |                            | Porto Rico                 | Porto Rico                 | 84                     | 84        |                        |                        |                        |                        |
|  | Porto Rico                 | Porto Rico                 | Porto Rico                 | Porto Rico                 | 84                     | 84        | 76                     | 76                     |                        |                        |
|  | Porto Rico                 | Porto Rico                 |                            |                            |                        |           |                        | 76                     |                        |                        |
|  | Costa Rica                 | Costa Rica                 | 30                         | 30                         |                        |           |                        |                        |                        |                        |
|  | Costa Rica                 | Costa Rica                 | 30                         | 30                         | Match pour la 7e place |           |                        |                        |                        |                        |
|  |                            |                            |                            |                            |                        |           |                        |                        |                        |                        |
|  | 23 juin 2013               |                            |                            |                            |                        |           |                        |                        |                        |                        |
|  | Argentine                  | Argentine                  | 58                         | 58                         |                        |           |                        |                        |                        |                        |
|  | Argentine                  | Argentine                  | 58                         | 58                         |                        |           |                        |                        |                        |                        |
|  | Costa Rica                 | Costa Rica                 | 29                         | 29                         |                        |           |                        |                        |                        |                        |
|  | Costa Rica                 | Costa Rica                 | 29                         | 29                         |                        |           |                        |                        |                        |                        |

## Classement final
| Place                        | Équipe     | Vict.-Déf. |
| ---------------------------- | ---------- | ---------- |
| Médaille d'or, Amérique      | États-Unis | 5 - 0      |
| Médaille d'argent, Amérique  | Canada     | 4 - 1      |
| Médaille de bronze, Amérique | Brésil     | 3 - 2      |
| 4                            | Mexique    | 2 - 3      |
| 5                            | Porto Rico | 3 - 2      |
| 6                            | Venezuela  | 1 - 4      |
| 7                            | Argentine  | 2 - 3      |
| 8                            | Costa Rica | 0 - 5      |

- Qualification pour la Coupe du Monde U17 2014

## Leaders statistiques

### Points
| Place | Nom                 | Équipe     | PPM  |
| ----- | ------------------- | ---------- | ---- |
| 1     | Asia Durr           | États-Unis | 18,4 |
| 2     | Katie Lou Samuelson | États-Unis | 16,0 |
| 3     | Nayeli Ortíz        | Mexique    | 12,4 |
| 4     | Patricia Nieves     | Porto Rico | 11,8 |
| 4     | Lauren Cox          | États-Unis | 11,8 |

### Rebonds
| Place | Nom             | Équipe     | RPM |
| ----- | --------------- | ---------- | --- |
| 1     | Maria Giorgetti | Argentine  | 9,2 |
| 2     | Lauren Cox      | États-Unis | 8,8 |
| 3     | De'Janae Boykin | États-Unis | 7,6 |
| 4     | Cinthya Rivas   | Mexique    | 6,8 |
| 5     | Meilyn Herrera  | Costa Rica | 6,6 |

### Passes décisives
| Place | Nom                 | Équipe     | PDPM |
| ----- | ------------------- | ---------- | ---- |
| 1     | Jaelyne Kirkpatrick | Canada     | 3,4  |
| 2     | Paulina Rodríguez   | Mexique    | 2,6  |
| 3     | Nicole Díaz         | Porto Rico | 2,4  |
| 4     | Chelayne Bailey     | Canada     | 2,2  |
| 5     | Larissa Carneiro    | Brésil     | 2,0  |
| 5     | Bridget Carleton    | Canada     | 2,0  |
| 5     | Asia Durr           | États-Unis | 2,0  |
| 5     | Sabrina Ionescu     | États-Unis | 2,0  |
| 5     | Gileysa Penzo       | Porto Rico | 2,0  |

### Contres
| Place | Nom                | Équipe     | CPM |
| ----- | ------------------ | ---------- | --- |
| 1     | Lauren Cox         | États-Unis | 3,5 |
| 2     | Lauren Yearwood    | Canada     | 1,6 |
| 3     | Kalani Brown       | États-Unis | 1,2 |
| 4     | Maria Giorgetti    | Argentine  | 1,0 |
| 5     | Jennifer Calixto   | Brésil     | 0,8 |
| 5     | Julia Chandler     | Canada     | 0,8 |
| 5     | Bridget Carleton   | Canada     | 0,8 |
| 5     | Genesis Cintrón    | Porto Rico | 0,8 |
| 5     | Viridiana Mazzocco | Mexique    | 0,8 |
| 5     | Maria Montilla     | Venezuela  | 0,8 |
| 5     | Maria Mora         | Costa Rica | 0,8 |

### Interceptions
| Place | Nom               | Équipe     | IPM |
| ----- | ----------------- | ---------- | --- |
| 1     | Gileysa Penzo     | Porto Rico | 4,4 |
| 2     | Mirelis Jiménez   | Venezuela  | 3,4 |
| 3     | Asia Durr         | États-Unis | 3,2 |
| 4     | Luciana Delabarba | Argentine  | 3,0 |
| 5     | Carlota Martín    | Mexique    | 2,6 |

## Récompenses
MVP de la compétition (meilleure joueuse) Asia Durr